# テラ・ノヴァ油田

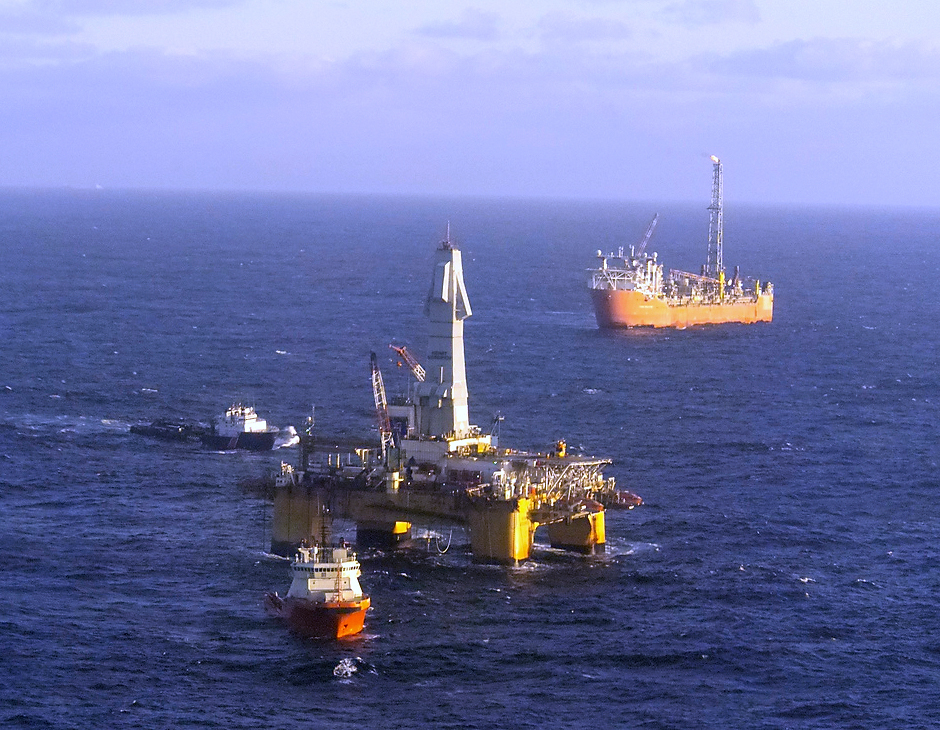
テラ・ノヴァ油田

テラ・ノヴァ油田（テラ・ノヴァゆでん、Terra Nova oil field）とは、カナダ・ニューファンドランド島東方の大西洋上に位置する海底油田。
ニューファンドランド島からは約350kmの沖合いのグランドバンクの東端部に位置し、北西側にはハイバーニア油田がある。水深は約95m。
1984年にペトロ・カナダが発見した。可採埋蔵量は4億3,300万バレルであり、採掘開始は2002年。浮体式生産貯蔵積出設備（FPSO）方式を用いて生産が行われ、2007年は日産11万6千バレル。